# Opel Signum
Opel Signum var en bilmodel bygget af bilfabrikanten Opel mellem maj 2003 og august 2008. Den var baseret på platformen fra Opel Vectra C. Produktionen fandt sted på Opels hovedfabrik i Rüsselsheim i den i 2002 indviede hal K170.
Ved næsten samme længde havde Signum som følge af længere akselafstand end Vectra Caravan (stationcar) mere plads bagi end Vectra. Forholdet mellem akselafstand og længde lå på 61 procent. Disse forskelle skulle adskille Signum som hatchback fra Vectra (sedan) og positionere Signum selvstændigt som Opels topmodel. Derfor blev Signum solgt som sin egen modelserie adskilt fra Vectra.
Selv om Signum tilhørte den store mellemklasse, skulle den på grund af sit kabinekoncept kaldet FlexSpace tilhøre den øvre mellemklasse, som var ubelagt efter at Opel Omega B var udgået.

## Kabinekonceptet
De to med 130 mm forskydelige og fuldstændig nedfældelige, enkelte bagsæder, hvis ryglænshældning derudover kunne indstilles hver for sig med 30°, skulle forbinde komforten i en limousine med fordelene fra en stationcar.
Kabinen var 8 cm længere end i Vectra. Siddefladen på det midterste bagsæde kunne klappes frem og tilbød derved forskellige aflæggemuligheder eller basis for ekstraudstyret Travel Assistant − en køleboks med to klapborde, opbevaringsrum, drikkevareholder, to 12V-stikdåser og fjernbetjening til Twin Audio-systemet, som var ekstraudstyr. Det midterste bagsæde var på trods af trepunktssele på grund af den lave kabinehøjde kun godkendt til personer med en højde op til 1,75 m. Biler uden soltag var udstyret med en i midten af taget monteret aflæggekonsol.
Bagagerummets rumfang kunne alt efter bagsædernes stilling variere fra 365 til 550 liter (op til højden af bagagerumsafdækningen).

## Facelift
Efter en mindre opdatering i efteråret 2004 blev bilen i rammerne af et omfattende facelift i efteråret 2005 tilpasset Opels aktuelle designlinje. Som følge af modificerede kofangere voksede bilens længde fra 4636 mm til 4651 mm.
Kendetegnene for den faceliftede Signum var det modificerede frontparti samt den gennem kromapplikationer og nye dekorationslister opfriskede kabine og det allerede kort tid forinden indførte nye Infotainment-system.
Med introduktionen af den faceliftede Signum udgik 3,2-liters V6-benzinmotoren af modelprogrammet. 2,2-liters benzinmotoren med direkte indsprøjtning fik en ny sekstrins manuel gearkasse, men kunne dog fortsat fås med den hidtidige femtrins gearkasse.
I januar 2006 fik Signum en opdateret 1,8-liters benzinmotor med 103 kW (140 hk). Denne motor kunne som ekstraudstyr fås med automatiseret femtrins manuel gearkasse (Easytronic). Samtidig kom der et sekstrins automatgear til de øvrige motorversioner, mens 2,2-liters benzinmotoren fortsat kun kunne fås med femtrins automatgear som ekstraudstyr.

## Motorer
Motorerne i Signum adskilte sig grundlæggende ikke fra de i Vectra tilbudte motorer − dog med undtagelse af den firecylindrede 1,6-liters benzinmotor, som ikke kunne fås til Signum. Signum Turbo S var topmodellen med 2,8-liters V6-motor med 184 kW (250 hk). 1,9-liters dieselmotorerne var udviklet i samarbejde mellem GM Powertrain og Fiat og havde partikelfilter, først som ekstra-, men senere som standardudstyr.
Efter slutningen af joint venture'et delte General Motors og Fiat rettighederne til 1,9-liters dieselmotorerne, mens produktionen på grund af lang leveringstid fortsat foregik hos Fiat. 2,0- og 2,2-liters dieselmotorerne var derimod udviklet af Opel selv, og kunne ikke fås med partikelfilter monteret fra fabrikken. V6-dieselmotoren på 3,0 liter med 130 kW (177 hk, fra september 2005 135 kW/184 hk) kom fra Isuzu.

### Tekniske data

#### Benzinmotorer
|                                                | 1,8                             | 1,8                   | 2,0 Turbo                 | 2,2 direct                      | 2,8 V6 Turbo                      | 2,8 V6 Turbo                      | 3,2                               |
| Byggeperiode                                   | 5/2003−6/2005                   | 1/2006−7/2008         | 5/2003−7/2008             | 5/2003−7/2008                   | 9/2005−6/2006                     | 6/2006−7/2008                     | 5/2003−6/2005                     |
| Motordata                                      |                                 |                       |                           |                                 |                                   |                                   |                                   |
| Motorkode                                      | Z18XE                           | Z18XER                | Z20NET                    | Z22YH                           | Z28NEL                            | Z28NET                            | Z32SE                             |
| Motortype                                      | R4-benzinmotor                  | R4-benzinmotor        | R4-benzinmotor            | R4-benzinmotor                  | V6-benzinmotor                    | V6-benzinmotor                    | V6-benzinmotor                    |
| Antal ventiler pr. cylinder                    | 4                               | 4                     | 4                         | 4                               | 4                                 | 4                                 | 4                                 |
| Ventilstyring                                  | DOHC, tandrem                   | DOHC, tandrem         | DOHC, tandrem             | DOHC, kæde                      | 2 × DOHC, kæde                    | 2 × DOHC, kæde                    | 2 × DOHC, tandrem                 |
| Fødesystem                                     | Multipoint                      | Multipoint            | Multipoint                | Direkte                         | Multipoint                        | Multipoint                        | Multipoint                        |
| Trykladning                                    | –                               | –                     | Turbolader, ladeluftkøler | –                               | Turbolader, ladeluftkøler         | Turbolader, ladeluftkøler         | –                                 |
| Køling                                         | Vandkøling                      | Vandkøling            | Vandkøling                | Vandkøling                      | Vandkøling                        | Vandkøling                        | Vandkøling                        |
| Boring × slaglængde                            | 80,5 × 88,2 mm                  | 80,5 × 88,2 mm        | 86,0 × 86,0 mm            | 86,0 × 94,6 mm                  | 89,0 × 74,8 mm                    | 89,0 × 74,8 mm                    | 87,5 × 88,0 mm                    |
| Slagvolume                                     | 1796 cm³                        | 1796 cm³              | 1998 cm³                  | 2198 cm³                        | 2792 cm³                          | 2792 cm³                          | 3175 cm³                          |
| Kompressionsforhold                            | 10,5:1                          | 10,5:1                | 9,5:1                     | 12,0:1                          | 9,5:1                             | 9,5:1                             | 10,0:1                            |
| Maks. effekt ved omdr./min.                    | 90 kW (122 hk) /6000            | 103 kW (140 hk) /6300 | 129 kW (175 hk) /5500     | 114 kW (155 hk) /5600           | 169 kW (230 hk) /5500             | 184 kW (250 hk) /5500             | 155 kW (211 hk) /6200             |
| Maks. drejningsmoment ved omdr./min.           | 167 Nm /3800                    | 175 Nm /3800          | 265 Nm /2500−3800         | 220 Nm /3800                    | 330 Nm /1800−4500                 | 350 Nm /1800−4500                 | 300 Nm /4000                      |
| Kraftoverførsel                                |                                 |                       |                           |                                 |                                   |                                   |                                   |
| Drivende hjul                                  | Forhjul                         | Forhjul               | Forhjul                   | Forhjul                         | Forhjul                           | Forhjul                           | Forhjul                           |
| Gearkasse (standardudstyr)                     | 5-trins manuel                  | 5-trins manuel        | 6-trins manuel            | 6-trins manuel                  | 6-trins manuel                    | 6-trins manuel                    | 5-trins manuel                    |
| Gearkasse (ekstraudstyr)                       | Trinløs CVT (CVtronic)          | –                     | –                         | 5-trins automatisk              | 6-trins automatisk                | 6-trins automatisk                | 5-trins automatisk                |
| Præstationer                                   |                                 |                       |                           |                                 |                                   |                                   |                                   |
| Topfart                                        | 197 km/t (178 km/t)             | 207 km/t              | 220 km/t                  | 211 km/t (206 km/t)             | 243 km/t                          | 250 km/t                          | 237 km/t (235 km/t)               |
| Acceleration 0-100 km/t                        | 12,2 sek.                       | 11,3 sek.             | 9,4 sek.                  | 9,8 sek. (11,0 sek.)            | 7,6 sek. (8,0 sek.)               | 7,0 sek. (7,5 sek.)               | 7,5 sek. (8,5 sek.)               |
| Brændstofforbrug pr. 100 km ved blandet kørsel | 7,9 liter (8,6 liter) Blyfri 95 | 7,7 liter Blyfri 95   | 9,2 liter Blyfri 95       | 8,1 liter (8,8 liter) Blyfri 95 | 10,6 liter (11,2 liter) Blyfri 95 | 10,6 liter (11,2 liter) Blyfri 95 | 10,1 liter (10,6 liter) Blyfri 95 |
| CO2-udslip ved blandet kørsel                  | 190 g/km (206 g/km)             |                       | 221 g/km                  | 194 g/km (211 g/km)             |                                   |                                   | 242 g/km (254 g/km)               |
| Bemærkninger                                   |                                 |                       |                           |                                 |                                   |                                   |                                   |
|                                                |                                 |                       |                           | Ikke egnet til E10-brændstof    |                                   |                                   |                                   |

1. ↑  Værdier i ( ) gælder for versioner med automatgear eller CVtronic.

#### Dieselmotorer
|                                                | 1,9 CDTI                  | 1,9 CDTI                  | 1,9 CDTI                     | 2,0 DTI                   | 2,2 DTI                      | 3,0 V6 CDTI                  | 3,0 V6 CDTI                  |
| Byggeperiode                                   | 9/2005−7/2008             | 3/2004−7/2008             | 3/2004−7/2008                | 5/2003−11/2004            | 5/2003−11/2004               | 5/2003−6/2005                | 9/2005−7/2008                |
| Motordata                                      |                           |                           |                              |                           |                              |                              |                              |
| Motorkode                                      | Z19DTL                    | Z19DT                     | Z19DTH                       | Y20DTH                    | Y22DTR                       | Y30DT                        | Z30DT                        |
| Motortype                                      | R4-dieselmotor            | R4-dieselmotor            | R4-dieselmotor               | R4-dieselmotor            | R4-dieselmotor               | V6-dieselmotor               | V6-dieselmotor               |
| Antal ventiler pr. cylinder                    | 2                         | 2                         | 4                            | 4                         | 4                            | 4                            | 4                            |
| Ventilstyring                                  | OHC, tandrem              | OHC, tandrem              | DOHC, tandrem                | OHC, kæde                 | OHC, kæde                    | 2 × DOHC, tandrem            | 2 × DOHC, tandrem            |
| Fødesystem                                     | Commonrail                | Commonrail                | Commonrail                   | Direkte                   | Direkte                      | Commonrail                   | Commonrail                   |
| Trykladning                                    | Turbolader, ladeluftkøler | Turbolader, ladeluftkøler | Turbolader, ladeluftkøler    | Turbolader, ladeluftkøler | Turbolader, ladeluftkøler    | Turbolader, ladeluftkøler    | Turbolader, ladeluftkøler    |
| Køling                                         | Vandkøling                | Vandkøling                | Vandkøling                   | Vandkøling                | Vandkøling                   | Vandkøling                   | Vandkøling                   |
| Boring × slaglængde                            | 82,0 × 90,4 mm            | 82,0 × 90,4 mm            | 82,0 × 90,4 mm               | 84,0 × 90,0 mm            | 84,0 × 98,0 mm               | 87,5 × 82,0 mm               | 87,5 × 82,0 mm               |
| Slagvolume                                     | 1910 cm³                  | 1910 cm³                  | 1910 cm³                     | 1995 cm³                  | 2172 cm³                     | 2958 cm³                     | 2958 cm³                     |
| Kompressionsforhold                            | 18,0:1                    | 18,0:1                    | 17,5:1                       | 18,5:1                    | 18,5:1                       | 18,5:1                       | 18,5:1                       |
| Maks. effekt ved omdr./min.                    | 74 kW (100 hk) /3500      | 88 kW (120 hk) /3500      | 110 kW (150 hk) /4000        | 74 kW (100 hk) /4300      | 92 kW (125 hk) /4000         | 130 kW (177 hk) /4000        | 135 kW (184 hk) /4000        |
| Maks. drejningsmoment ved omdr./min.           | 260 Nm /1700−2500         | 280 Nm /2000−2750         | 320 Nm /2000−2750            | 230 Nm /1500−3000         | 280 Nm /1500−3000            | 370 Nm /1900−2800            | 400 Nm /1900−2700            |
| Kraftoverførsel                                |                           |                           |                              |                           |                              |                              |                              |
| Drivende hjul                                  | Forhjul                   | Forhjul                   | Forhjul                      | Forhjul                   | Forhjul                      | Forhjul                      | Forhjul                      |
| Gearkasse (standardudstyr)                     | 6-trins manuel            | 6-trins manuel            | 6-trins manuel               | 5-trins manuel            | 5-trins manuel               | 6-trins manuel               | 6-trins manuel               |
| Gearkasse (ekstraudstyr)                       | –                         | –                         | 6-trins automatisk           | –                         | 5-trins automatisk           | 5-trins automatisk           | 5-trins automatisk           |
| Præstationer                                   |                           |                           |                              |                           |                              |                              |                              |
| Topfart                                        | 180 km/t                  | 193 km/t                  | 209 km/t (205 km/t)          | 192 km/t                  | 201 km/t (198 km/t)          | 221 km/t (218 km/t)          | 224 km/t (219 km/t)          |
| Acceleration 0-100 km/t                        | 14,0 sek.                 | 12,0 sek.                 | 10,4 sek. (10,6 sek.)        | 13,0 sek.                 | 11,0 sek. (11,8 sek.)        | 9,4 sek. (9,9 sek.)          | 9,2 sek. (9,8 sek.)          |
| Brændstofforbrug pr. 100 km ved blandet kørsel | 5,9 liter Diesel          | 6,0 liter Diesel          | 6,1 liter (7,1 liter) Diesel | 5,9 liter Diesel          | 6,3 liter (7,4 liter) Diesel | 7,3 liter (7,7 liter) Diesel | 7,1 liter (7,3 liter) Diesel |
| CO2-udslip ved blandet kørsel                  |                           |                           |                              | 159 g/km                  | 170 g/km (200 g/km)          | 197 g/km (208 g/km)          |                              |

1. 1 2  2,2 DTI for visse eksportlande: Maks. effekt 88 kW (120 hk); tophastighed 197 km/t
2. ↑  3,0 DTI med automatgear: Maks. drejningsmoment 330 Nm ved 1600−3600 omdr./min.
3. ↑  Værdier i ( ) gælder for versioner med automatgear.